# 46 f.Kr.
46 f.Kr. var det sista året i den förjulianska romerska kalendern. Det hade 445 dagar, för att man med dagarna skulle hamna rätt enligt den julianska kalendern, som infördes i Romerska riket detta år, men inte började gälla förrän året därpå. Då det innehöll så många extradagar blev det i Romerska riket känt som annus confusionis (förvirringens år).

## Händelser

### Efter plats

#### Romerska republiken
- Gaius Julius Caesar och Marcus Aemilius Lepidus blir konsuler i Rom.
- 4 januari – Titus Labienus besegrar Julius Caesar i slaget vid Ruspina.
- 6 april – Julius Caesar besegrar en armé bestående av Pompeius efterföljare och numidier under Metellus Scipio och Juba I i slaget vid Thapsus.
- 20 april – Cicero skriver i Rom till Marcus Terentius Varro "Om våra röster ej längre hörs i senaten och på Forum, låt oss då följa de gamle vises exempel och tjäna vårt land genom vårt skrivande, koncentrerande oss på frågor om etik och konstitutionell lag."
- 26 september – Caesar inviger ett tempel till hans mytiske förfader Venus Genetrix ära i enlighet med ett löfte han har avlagt under slaget vid Farsalos.
- November – Caesar ger sig av mot Hispania för att ta hand om ett nytt uppror.
- Caesar reformerar den romerska kalendern genom att skapa den julianska kalendern. Detta övergångsår mellan de båda systemen kallas annus confusionis (förvirringens år), eftersom det har 445 dagar, för att synkronisera den nya kalendern med årstiderna. Den julianska kalendern kommer att förbli standard i västvärlden i mer än 1600 år, tills den ersätts av den gregorianska kalendern med början 1582 och inte vara helt avskaffad förrän efter nära 2000 år (i början av 1900-talet).
- Caesar utnämner sin adoptivson Octavianus till sin efterträdare.
- Caesar nedslår ett uppror av legionen X Gemina.
- Caesar firar sin galliska triumf, efter vilket Vercingetorix avrättas.

## Avlidna
- Quintus Caecilius Metellus Pius Cornelianus Scipio Nasica (stupad i slaget vid Thapsus medan hans styrkor försöker kapitulera)
- Cato d.y., romersk senator (självmord efter slaget vid Thapsus)
- Vercingetorix, gallisk hövding (avrättad)